# Mantophasmatodea
Pour les articles homonymes, voir Gladiateur (homonymie).
Sous-ordre
Les Mantophasmatodea (parfois appelés gladiateurs par traduction du nom anglais) sont un ordre d'insectes africains qui se nourrissent d'autres insectes. Cet ordre a été créé récemment (2002) à la suite de la découverte de nouvelles espèces.

## Découverte
On possédait quelques insectes d'une espèce non identifiée, voire des insectes fossilisés dans l'ambre depuis un siècle puis des scientifiques l'ont ensuite redécouvert en Afrique australe, et il a été classé dans une famille créée pour lui : les Mantophasmatidae.

## Origine du nom
Le gladiateur s'appelle ainsi car il possède une exosquelette segmenté qui ressemble aux armures articulée des gladiateurs romains.

## Chasse
Le gladiateur chasse comme les mantes religieuses : il attrape ses proies avec ses pattes avant et les tue dans ses mandibules.

## Couleur
Les gladiateurs qui vivent dans l'herbe sont verts ; ceux qui vivent sur les rochers sont gris ou rougeâtres. C'est grâce à cela qu'ils peuvent chasser sans être repérés.

## Reproduction
La femelle peut vivre au maximum deux semaines après avoir pondu les œufs. Les larves attendent au moins 8 mois avant d'éclore.

## Classification
- †Adicophasma Engel et Grimaldi, 2004

†Ensiferophasmatidae Zompro, 2005 
- †Ensiferophasma Zompro, 2005

Tanzaniophasmatidae Klass, Picker, Damgaard, van Noort & Tojo, 2003
- Tanzaniophasma Klass, Picker, Damgaard, van Noort & Tojo, 2003

†Raptophasmatidae Zompro, 2005
- †Raptophasma Zompro, 2001

Tyrannophasmatidae Zompro, 2005
- Tyrannophasma  Zompro, Adis, Bragg, Naskreki, Wittneben & Saxe 2003
- Praedatophasma Zompro, Adis & Weitschat, 2002

Mantophasmatidae Klass, Zompro, Kristensen & Adis, 2002
- Mantophasma Klass, Zompro, Kristensen & Adis, 2002
- Sclerophasma Klass, Picker, Damgaard, van Noort & Tojo, 2003

Austrophasmatidae Klass, Picker, Damgaard, van Noort & Tojo, 2003
- Austrophasma Klass, Picker, Damgaard, van Noort & Tojo, 2003
- Hemilobophasma Klass, Picker, Damgaard, van Noort & Tojo, 2003
- Karoophasma Klass, Picker, Damgaard, van Noort & Tojo, 2003
- Lobatophasma Damgaard, Klass, Picker & Buder, 2008  (nouveau nom de Lobophasma Klass, Picker, Damgaard, van Noort & Tojo, 2003 préoccupé par Günther, 1935)
- Namaquaphasma Klass, Picker, Damgaard, van Noort & Tojo, 2003

## Publication originale
- (en) Klaus-D Klass, Oliver Zompro, Niels P Kristensen et Joachim Adis, « Mantophasmatodea: a new insect order with extant members in the Afrotropics », Science, Amérique septentrionale, AAAS, vol. 296, no 5572,‎ 18 avril 2002, p. 1456-1459 (ISSN 0036-8075 et 1095-9203, OCLC 1644869, PMID 11964441, DOI 10.1126/SCIENCE.1069397, lire en ligne).